# Порометрія

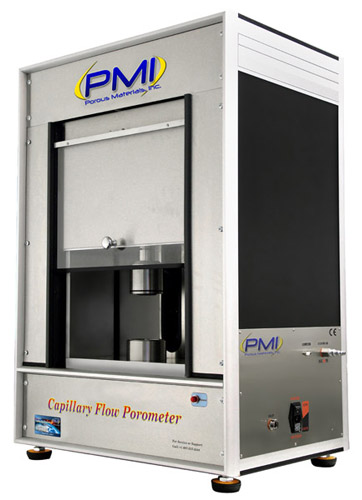
Порометр.

Порометрія (рос. порометрия, англ. porometry, нім. Porometrie f) — наукові основи і методи визначення характеристик порового простору твердих тіл.

## Загальний опис
Відомо близько 60 методів дослідження пористої структури твердих речовин, які відрізняються інформативністю, межами застосовності і чутливістю: пікнометричні, ртутно-порометричні, адсорбційно-структурні, мікро-скопічні, калориметричні та ін. Всі вони орієнтовані на макроскопічні кількості досліджуваної речовини і одержання середніх характеристик пор. Для дослідження матеріалів з розвинутою пористістю, великою часткою мікропор найпридатніші адсорбційно-структурні методи.
Найбільше розповсюдження у науковій і виробничій практиці одержали методи низькотемпературної адсорбції азоту (БЕТ), газопроникності у різних режимах течії газу, електронної мікроскопії, ртутної порометрії і кінетичний метод (за швидкістю утворення піровуглецю з вуглеводневих газів). Сучасна порометрія застосовується для дослідження широкого спектра продуктів, зокрема гірських порід, мінералів, графіту і вугілля, руд, пігментів, скла, плівок, різних адсорбентів, тканин, вогнетривких матеріалів, паперу, ядерного палива, металургійних шлаків, різноманітних копмозиційних матеріалів тощо.
При цьому визначається загальний об'єм пор, їх розподіл за розмірами, загальна площа поверхні пор, середній діаметр пор, насипна та справжня густина матеріалу. Діапазон досліджень — від тисячних до сотень мкм. Комп'ютерна порометрія дозволяє аналізувати об'єкти атомного масштабу.